# Dylan Martin
Pour les articles homonymes, voir Martin.
Dylan Martin est un joueur de hockey sur gazon australien. Il a participé aux Jeux olympiques d'été de 2020.